# Эсковедо, Коул
Ко́улман Ру́бен Эскове́до (англ. Coleman Ruben Escovedo; род. 30 августа 1981, Фресно) — американский боец смешанного стиля, представитель легчайшей и полулёгкой весовых категорий. Выступал на профессиональном уровне в период 2001—2011 годов, известен по участию в турнирах бойцовских организаций UFC, WEC, Dream, Strikeforce и др. Владел титулом чемпиона WEC в полулёгком весе.

## Биография
Коул Эсковедо родился 30 августа 1981 года в городе Фресно, штат Калифорния.

### Начало профессиональной карьеры
Дебютировал в смешанных единоборствах на профессиональном уровне в октябре 2001 года на турнире новосозданной американской организации World Extreme Cagefighting, заставил своего соперника сдаться в первом же раунде с помощью «треугольника». Одновременно с этим выступал и в других небольших промоушенах США, таких как Ultimate Athlete, Gladiator Challenge и International Fighting Championships.
Имея в послужном списке пять побед без единого поражения, в октябре 2002 года удостоился права оспорить введённый титул чемпиона WEC в полулёгкой весовой категории. Победил другого претендента Филипа Переса и стал таким образом первым чемпионом организации в этом весе.
В октябре 2003 года благополучно защитил чемпионский пояс, выиграв техническим нокаутом у Энтони Хамлетта.
Лишился своего чемпионского звания лишь в марте 2006 года, потерпев поражение техническим нокаутом от Юрайи Фейбера.
Впоследствии выходил в клетку против таких известных бойцов как Дженс Пулвер и Антонио Баньюэлос, но обоим проиграл.
В 2007 году у Эсковедо возникли серьёзные проблемы со здоровьем, вызванные стафилококковой инфекцией — в результате он оказался частично парализованным и вынужден был перенести операцию на позвоночнике.

### Возвращение в ММА
После почти трёхлетнего перерыва в 2009 году Эсковедо всё-таки вернулся в смешанные единоборства. С переменным успехом он выступал в таких организациях как Palace Fighting Championship, Tachi Palace Fights, Dream, Strikeforce и др. В этот период дважды дрался с Майклом Макдональдом, первый раз выиграл техническим нокаутом, во втором случае сам оказался в нокауте.

### Ultimate Fighting Championship
В 2011 году Коул Эсковедо подписал контракт с крупнейшей бойцовской организацией мира Ultimate Fighting Championship и в мае дебютировал здесь, встретившись с бразильцем Ренаном Бараном. Противостояние между ними продлилось всё отведённое время, в итоге судьи единогласным решением отдали победу Барану.
Следующим его соперником стал японец Такэя Мидзугаки. Эсковедо проиграл ему техническим нокаутом в концовке второго раунда.
Последний раз дрался в октагоне UFC в ноябре 2011 года, уступив по очкам Алексу Касересу. Потерпев три поражения подряд, был уволен из организации.

## Статистика в профессиональном ММА
| Боёв 26  | Побед 17 | Поражений 9 |
| -------- | -------- | ----------- |
| Нокаутом | 6        | 4           |
| Сдачей   | 10       | 1           |
| Решением | 1        | 4           |

| Результат | Рекорд | Соперник          | Способ                          | Турнир                                          | Дата             | Раунд | Время | Место               | Примечание                                                      |
| --------- | ------ | ----------------- | ------------------------------- | ----------------------------------------------- | ---------------- | ----- | ----- | ------------------- | --------------------------------------------------------------- |
| Поражение | 17-9   | Алекс Касерес     | Единогласное решение            | UFC on Fox: Velasquez vs. Dos Santos            | 12 ноября 2011   | 3     | 5:00  | Анахайм, США        |                                                                 |
| Поражение | 17-8   | Такэя Мидзугаки   | TKO (удары руками)              | UFC 135                                         | 24 сентября 2011 | 2     | 4:30  | Денвер, США         |                                                                 |
| Поражение | 17-7   | Ренан Баран       | Единогласное решение            | UFC 130                                         | 28 мая 2011      | 3     | 5:00  | Лас-Вегас, США      | Бой в легчайшем весе.                                           |
| Победа    | 17-6   | Стивен Сайлер     | Техническая сдача (треугольник) | Showdown Fights: New Blood                      | 28 января 2011   | 1     | 2:30  | Орем, США           |                                                                 |
| Поражение | 16-6   | Митихиро Омигава  | Сдача (рычаг локтя)             | Dream 16                                        | 25 сентября 2010 | 1     | 2:30  | Нагоя, Япония       | Вернулся в полулёгкий вес.                                      |
| Поражение | 16-5   | Майкл Макдональд  | KO (удары руками)               | TPF 5: Stars and Strikes                        | 9 июля 2010      | 2     | 1:12  | Лемор, США          | Лишился титула чемпиона TPF в легчайшем весе.                   |
| Победа    | 16-4   | Ёсиро Маэда       | KO (ногой в голову)             | Dream 13                                        | 22 марта 2010    | 1     | 2:29  | Иокогама, Япония    | Бой в полулёгком весе.                                          |
| Победа    | 15-4   | Джефф Бедард      | Сдача (треугольник)             | TPF 3: Champions Collide                        | 4 февраля 2010   | 1     | 2:31  | Лемор, США          | Выиграл титул чемпиона TPF в легчайшем весе.                    |
| Победа    | 14-4   | Морис Изел        | TKO (удары)                     | Strikeforce Challengers: Gurgel vs. Evangelista | 6 ноября 2009    | 1     | 1:47  | Фресно, США         |                                                                 |
| Победа    | 13-4   | Тайлер Уизерс     | Раздельное решение              | Disturbing the Peace                            | 27 июня 2009     | 3     | 5:00  | Фресно, США         |                                                                 |
| Победа    | 12-4   | Майкл Макдональд  | TKO (удары руками)              | PFC 13: Validation                              | 8 мая 2009       | 2     | 2:25  | Лемор, США          |                                                                 |
| Поражение | 11-4   | Антонио Баньюэлос | Единогласное решение            | WEC 23                                          | 17 августа 2006  | 3     | 5:00  | Лемор, США          |                                                                 |
| Поражение | 11-3   | Дженс Пулвер      | KO (удар рукой)                 | IFL: Legends Championship 2006                  | 29 апреля 2006   | 1     | 0:56  | Атлантик-Сити, США  | Бой в лёгком весе.                                              |
| Поражение | 11-2   | Юрайя Фейбер      | TKO (остановлен секундантом)    | WEC 19                                          | 17 марта 2006    | 2     | 5:00  | Лемор, США          | Лишился титула чемпиона WEC в полулёгком весе.                  |
| Победа    | 11-1   | Джо Мартин        | Сдача (треугольник)             | WEC 17                                          | 14 октября 2005  | 1     | 1:05  | Лемор, США          |                                                                 |
| Победа    | 10-1   | Поппис Мартинес   | TKO (травма ноги)               | WEC 15                                          | 19 мая 2005      | 2     | 1:05  | Лемор, США          | Выиграл титул чемпиона Tachi Palace среди коренных американцев. |
| Победа    | 9-1    | Ренди Спенс       | Сдача (треугольник)             | IFC: Eve of Destruction                         | 5 марта 2005     | 1     | 2:06  | Солт-Лейк-Сити, США |                                                                 |
| Победа    | 8-1    | Энтони Хамлетт    | TKO (удары руками)              | WEC 8                                           | 17 октября 2003  | 2     | 1:30  | Лемор, США          | Защитил титул чемпиона WEC в полулёгком весе.                   |
| Поражение | 7-1    | Бао Квак          | Единогласное решение            | Gladiator Challenge 15                          | 13 апреля 2003   | 2     | 5:00  | Портервилл, США     |                                                                 |
| Победа    | 7-0    | Ной Шинебл        | Сдача (треугольник)             | Gladiator Challenge 14                          | 16 февраля 2003  | 1     | 1:38  | Портервилл, США     |                                                                 |
| Победа    | 6-0    | Филип Перес       | Сдача (треугольник)             | WEC 5                                           | 18 октября 2002  | 1     | 3:07  | Лемор, США          | Выиграл введённый титул чемпиона WEC в полулёгком весе.         |
| Победа    | 5-0    | Кристиан Аллен    | TKO (удары руками)              | Ultimate Athlete 3: Vengeance                   | 10 августа 2002  | 2     | 3:16  | Денвер, США         |                                                                 |
| Победа    | 4-0    | Пол Моррис        | Сдача (треугольник)             | WEC 3                                           | 7 июня 2002      | 1     | 0:29  | Лемор, США          |                                                                 |
| Победа    | 3-0    | Джей Валенсия     | Сдача (треугольник)             | Ultimate Athlete 2: The Gathering               | 16 марта 2002    | 1     | 0:45  | Кабазон, США        |                                                                 |
| Победа    | 2-0    | Барт Палашевский  | Сдача (удары руками)            | Ultimate Athlete 1: The Genesis                 | 27 января 2002   | 1     | 2:10  | Хаммонд, США        |                                                                 |
| Победа    | 1-0    | Терри Дулл        | Сдача (треугольник)             | WEC 2                                           | 4 октября 2001   | 1     | 1:54  | Лемор, США          |                                                                 |